# Chiclayo
Chiclayo (mochica colonial: Cɥiclaiæp) es una ciudad de la costa norte peruana, capital de la provincia de Chiclayo y del departamento de Lambayeque. Fue fundada con el nombre de «Santa María de los Valles de Chiclayo». Está situada a 14 kilómetros de la costa del Pacífico, a 208 kilómetros de la ciudad de Trujillo y a 773 kilómetros de la capital del país, Lima.
Es la quinta ciudad más poblada del país, después de Lima, Callao, Arequipa y Trujillo; además es la segunda urbe más poblada del norte del Perú, según cifras del INEI alcanza una población estimada 609 400 habitantes para el año 2022. Chiclayo comprende tres distritos urbanos totalmente conurbados: Chiclayo, La Victoria y José Leonardo Ortiz, mientras que el área metropolitana de Chiclayo está compuesto por doce distritos metropolitanos los cuales alcanzan una población de 812 548 habitantes para el año 2020, lo que la convierte en la cuarta área metropolitana más grande del país, después de Lima, Arequipa y Trujillo.
Chiclayo no fue fundada por los españoles, sin embargo, actuaba como villorrio de paso y descanso para comerciantes españoles y extranjeros que cubrían una amplia ruta entre Zaña y Lambayeque y posteriormente se daría su crecimiento al ser elevada a la categoría de villa en 1827, por decreto del presidente mariscal José de La Mar; y en 1835, durante el gobierno del presidente, coronel Felipe Santiago Salaverry le fue conferido el título de «Ciudad Heroica»; Chiclayo es símbolo de gastronomía, marinera, caballos de paso, historia y arqueología dado a sus antecedentes culturales y atributos culinarios. Se le conoce también como la «Capital de la Amistad» dado al carácter amable y amistoso de su gente.
La ciudad fue fundada cerca de un importante sitio arqueológico antiguo que constituyen los restos de una ciudad del Imperio huari. Sin embargo, eso no quita la fuerte identidad mochica y sicán que describen sus habitantes, debido a que la historia de la ciudad está ligada mayormente a estas antiguas y riquísimas civilizaciones prehispánicas, que ha nlegado al mundo importantes descubrimientos de su gran cultura, como lo son el legendario Señor de Sipán de la cultura mochica y el Señor de Sicán. Además de existir hasta hace unas décadas hablantes nativos en los alrededores de la ciudad, como Eten, del idioma Muchik.

## Toponimia
El nombre "Chiclayo" es claramente un nombre indígena americano y aparece documentado desde el mismo siglo XVI, aunque su etimología última no ha sido establecida. Es probable que el topónimo esté relacionado etimológicamente con el fitónimo homónimo chiclayo, que designa en el español norperuano una especie de calabaza común en la región y utilizada en la preparación de dulces a manera de compota o mermelada (nombre científico Cucurbita ficifolia). El fitónimo en cuestión podría estar relacionado, a su vez, con el fitónimo mexicano chilacayote que refiere exactamente a los mismos planta y fruto, derivado este del náhuatl clásico tzilacāyohtli.
Existen otras etimologías propuestas por distintos interesados. Por ejemplo, algunos lo atribuyen a un supuesto fundador, un cacique supuestamente llamado Juan Chiclayo. De manera similar, otra de las versiones atribuye el nombre a un indígena llamado “Chiclayop” o “Chiclayep” de raíz muchik que se habría encargado de transporte de yeso entre las primigenias ciudades de Saña, Lambayeque y Mórrope.[cita requerida] Otras versiones ofrecen etimologías en el idioma mochica, aunque con poco éxito. Por último, algunos han propuesto una etimología plenamente quechua a partir del término para el color 'verde' en el quechua regional chiqyaq (pronunciado [tʃeχjɑχ]) y el sufijo de poseedor quechua -yuq (pronunciado [joχ]), de modo que el supuesto étimo sería *chiqyaq-yuq '(lugar) que posee verdor'.[cita requerida]
Además de los registros en castellano, el nombre aparece ya como topónimo en la gramática del idioma mochica preparada por el párroco de Reque Fernando de la Carrera Daza a mediados del siglo XVII, escrito allí en la ortografía desarrollada por ese autor como "Cɥiclaiæp". Esta escritura marca la manera en que el topónimo era pronunciado en mochica en ese momento del tiempo; sin embargo, la reconstrucción de los sonidos exactos representados por la ortografía carreriana es materia de debate entre los especialistas, incluyendo el dígrafo <cɥ> y la vocal representada por <æ>. Por ejemplo, José Antonio Salas reconstruye *[tʲiklajɘ͡ʊp] y Rita Eloranta reconstruye *[ciklajɨp].

## Símbolos

### Escudo
El Escudo de Chiclayo fue concursado por el Consejo Provincial, en la gestión del Ing. Gerardo Pastor Boggiano y en el que resulta ganador el trabajo de Eduardo Vásquez.
El ganador de aquel concurso fundamenta la concepción del Escudo de Chiclayo de la siguiente manera:
1. El Pueblo Lambayeque tiene como remoto antecedente del glorioso pasado precolombino, el Cuchillo de Íllimo, valioso vestigio de su historia esplendorosa.
2. Desde la época de la Conquista, Lambayeque, es un pueblo eminentemente católico.
3. La feracidad de sus valles ha convertido al departamento, en gran productor de arroz y caña de azúcar (el norte peruano concentra el 65% de la productividad azucarera nacional); elaborada en los grandes ingenios de las hoy Cooperativas Agrarias de Producción.
4. Hasta principio del presente siglo, Lambayeque, fue gran productor del Guano de las Islas (Lobos de Afuera y Lobos de Adentro).

En una resolución municipal aprobada el 12 de marzo de 1974 se realiza la siguiente descripción heráldica:
1. En la parte superior externa del Escudo y abarcando los extremos, está la cinta bicolor con la inscripción “HEROICA CIUDAD DE CHICLAYO”.
2. En la parte central del Escudo está el Cuchillo de Íllimo o “Tumi de Oro”, con la cruz del cristianismo, sutilmente sugerida en sus bordes con líneas blancas, que la hacen resaltar sobre el fondo azul de la parte intrínseca del Escudo.
3. En la parte inferior izquierda se observa la silueta de un ingenio azucarero, antepuesta a la caña de azúcar y espigas de arroz.
4. En el lado inferior derecho se observa un alcatraz estilizado volando sobre olas marinas estilizadas también.

### Bandera
La bandera utilizada por la institución municipal es de color celeste, que representa la pureza y la tranquilidad tanto de su gente como de sus aguas, claro, de forma rectangular con una proporción entre la anchura y la longitud de 2 a 3, situándose en el centro del escudo de la ciudad.

## Historia

### Época precolombina

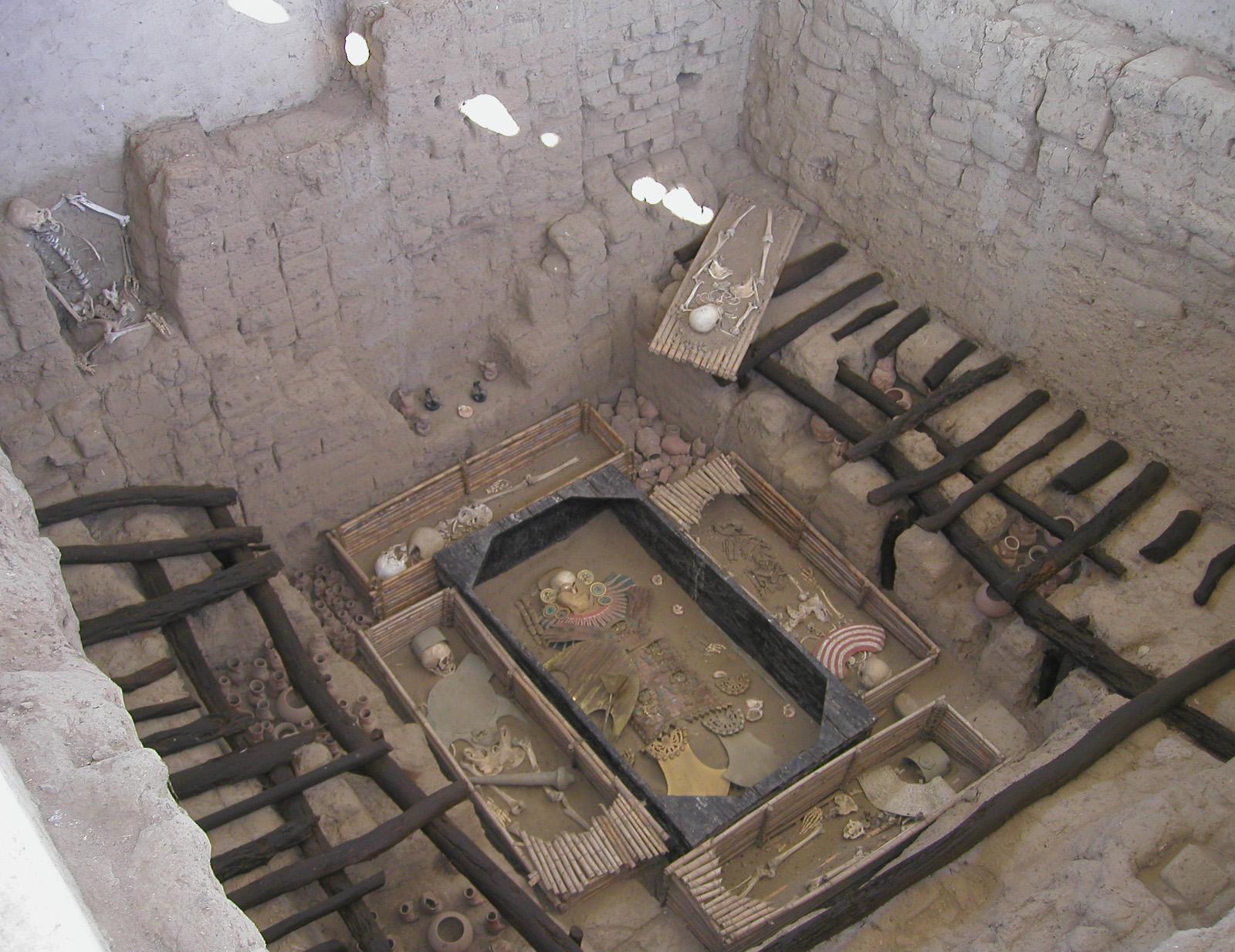
Tumba del Señor de Sipan, Huaca Rajada.

La civilización moche se manifestó entre los siglos i y vii, ocupando un territorio que se extendió por gran parte de la costa norte del Perú. Abarcando lo que vendrían a ser, la zona costera de los departamentos de Áncash, Lambayeque y La Libertad, en la actualidad. Esta civilización alcanzaría un amplio conocimiento en ingeniería hidráulica. Así lo manifiesta la construcción de canales. Donde aprovecharon al máximo las aguas de los ríos para la irrigación de sus tierras. Esto les permitió contar con excedentes agrícolas y una sólida economía para su desarrollo. Caracterizándose también por hacer un uso intensivo del cobre en la fabricación de objetos ornamentales, herramientas y armas. Fueron considerados los mejores ceramistas del Perú antiguo gracias al fino y elaborado trabajo que realizaron en sus cerámicos. En ellos representaron a divinidades, hombres, animales y escenas significativas referidas a temas ceremoniales y mitos que reflejaban su concepción del mundo. Siendo famosos sus huaco-retratos conservados en los principales museos del país, destacándose la asombrosa expresividad, perfección y realismo con que los dotaban. Los últimos descubrimientos como el del Señor de Sipán, por el arqueólogo Walter Alva, permiten establecer que esta civilización desapareció como consecuencia de los desastres ocasionados por el fenómeno de El Niño.
Posteriormente, la civilización Lambayeque (Sicán) surgió con la figura mítica del fundador Naylamp formando el reino Sicán que ocupó el territorio que hoy le corresponde al departamento de Lambayeque, se manifestó entre los siglos viii y xiv de nuestra era y su influencia cultural mediante el intercambio llegó a extenderse por casi toda la costa peruana en su período de mayor apogeo entre el año 900 y 1100. Esta civilización se formó a partir de la decadencia de la civilización Mochica asimilando gran parte del conocimiento y tradiciones culturales de estos. Los lambayecanos o sicanes destacaron en arquitectura, orfebrería y navegación. Aunque no lograron la extensión de los moche, ni su complejidad política, no cabe duda de que en estas artes fueron sus discípulos predilectos dejando como constancia los restos del Señor de Sicán en la zona arqueológica de Batán Grande (Sicán) descubiertos por el arqueólogo-antropólogo japonés Izumi Shimada. Se sabe que los desastres sucedidos por el fenómeno climatológico de El Niño tuvieron que ver con la desaparición de esta civilización local.
Posteriormente, tras la decadencia de los Sicán, el territorio lambayecano en su totalidad fue conquistado por el reino chimú, el cual absorbería las técnicas orfebres de los Sicán en el manejo del oro y la plata, integrando su población a este reino. Finalmente los chimú serían conquistados por el inca Pachacútec a través de su hijo Túpac Yupanqui en la Guerra Chimú-Inca, dentro de la expansión inca hacia el norte quedando subyugada la región y población al Chinchaysuyo del imperio Inca hasta la conquista española por parte de Francisco Pizarro.

### Época de la conquista
Francisco Pizarro pasó por la región de Chiclayo, en su última expedición en su camino hacia Cajamarca, llegando hasta Zaña. En este sitio se bifurcaba el camino en dos, uno hacia el sur y otro con dirección hacia Cajamarca, tomando este último con el fin de encontrarse con Atahualpa, a pesar de que algunos integrantes de la expedición al Perú le sugirieron seguir al sur hasta lo que actualmente es Arequipa.

### Época virreinal
El área donde se asentó la ciudad a comienzos del siglo xvi estaba habitado por las etnias Cinto y Collique de origen Muchik, pues fue una de las tantas reducciones de naturales fundadas por órdenes del virrey Francisco de Toledo. Los curacas de estos grupos indígenas fueron los encargados de donar una parte de sus tierras para la edificación de un convento franciscano, esta cesión de tierra fue aprobada mediante Real cédula el 17 de septiembre de 1585. Es así como, bajo la advocación de «Santa María de la Concepción del valle de Chiclayo» y la dirección del padre fray Antonio de la Concepción, se levantó la Iglesia Matriz y el Convento Franciscano, con el objetivo de evangelizar a los nativos del lugar. Alrededor de estas edificaciones, de construcción religiosa, creció Chiclayo hacia finales del siglo XVI pues poco a poco llegaron a afincarse los comerciantes mestizos.
Cuando el Virrey Toledo el 22 de diciembre de 1574 reorganizó los corregimientos de indios (o de naturales), que habían sido creados por el gobernador Lope García de Castro en 1565, dispuso que los corregimientos de Cajamarca, Chicama y Chimo o Chiclayo, Piura y Paita, Santa, y Saña dependieran del Corregimiento de Trujillo y los corregimientos de Cajamarquilla, Los Pacllas, y Luya y Chillaos dependieran del de Chachapoyas. Todos en el distrito de la Real Audiencia de Lima. En 1611 Los Pacllas fue anexado a Chachapoyas, en 1635 Chicamo o Cliclayo fue anexado a Saña y en 1773 Luya, Chillaos y Lamas fue anexado a Chachapoyas.
El 24 de marzo de 1614 fue establecido el Obispado de Trujillo con los corregimientos de: Trujillo, Cajamarca, Cliclayo, Piura y Paita, Saña, Cajamarquilla, Los Pacllas, Luya y Chillaos, y Jaén de Bracamoros. En 1759 el corregimiento de Huamachuco fue formado del de Cajamarca.
Los corregimientos fueron suprimidos en 1784, por el rey Carlos III y reemplazados por las intendencias. Con el territorio del Obispado de Trujillo (excepto Jaén de Bracamoros) se creó la Intendencia de Trujillo. Los corregimientos pasaron a ser partidos de la intendencia.
El sistema de intendencias fue establecido en el Virreinato del Perú mediante la orden real de 5 de agosto de 1783, siendo aplicada la Real Ordenanza de Intendentes del 28 de enero de 1782. El primer intendente de Trujillo fue Fernando de Saavedra, quien asumió en 1784, nombrado por el virrey a propuesta del visitador general Jorge Escobedo y Alarcón y aprobado por el rey el 24 de enero de 1785.
Fue parte de la Intendencia de Trujillo que llegó a tener nueve partidos que fueron Trujillo, Lambayeque, Piura, Cajamarca, Huamachuco, Chota, Moyobamba, Chachapoyas, Jaén y Maynas, este último partido anteriormente conformaba los departamentos de lo que hoy se conoce como Departamento de San Martín, (Ucayali, Loreto) siendo la Intendencia de Trujillo la más grande del Virreinato del Perú, es decir casi todo el norte del Perú actual; su primer intendente fue Fernando Saavedra de 1784 a 1791. Después de este le seguirían Vicente Gil de Taboada (1791-1805 y 1810-1820), Felice del Risco y Torres (provisional) (1805-1810) y el marqués de Torre Tagle (1820), quien dirigió la independencia de la Intendencia.

### Época republicana

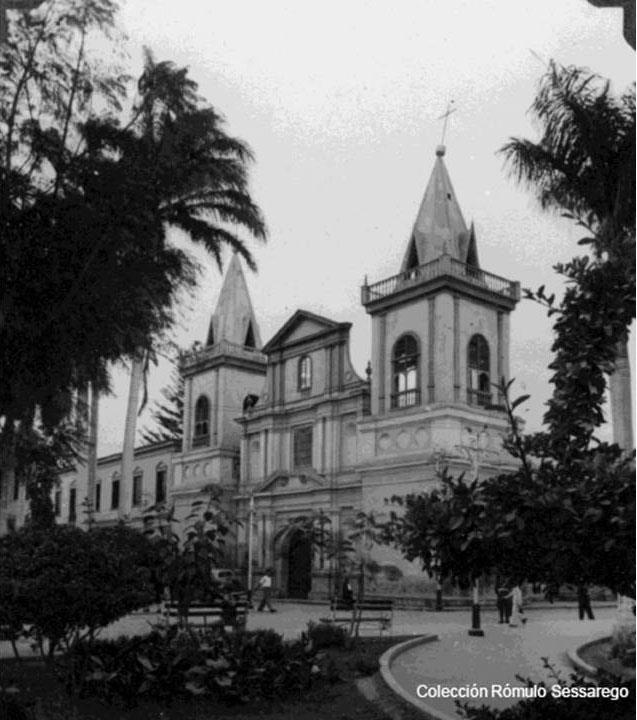
La desaparecida Iglesia Matriz de Chiclayo.

Durante la independencia peruana, la ciudad no se vio indiferente a su causa, es así que, bajo la dirección de José Leonardo Ortiz y respaldando el pronunciamiento de Juan Manuel Iturregui, Pascual Saco Oliveros y otros patriotas lambayecanos, se aportaron hombres, armas, caballos y otros recursos necesarios para José de San Martín.
En los albores de la época republicana, Chiclayo no era más que un pequeño pueblo; sin embargo, su ubicación estratégica determinó que en décadas posteriores se convirtiese en el nudo de la red de comunicaciones con la férrea y después la automotriz. Chiclayo fue elevado a la categoría de villa a fines de 1827, para ser posteriormente elevada a la categoría de ciudad el 14 de abril de 1835 por el presidente Felipe Santiago Salaverry. El mismo día de su reconocimiento como ciudad, Chiclayo recibe el título de «Ciudad Heroica» y el día 15 de abril de 1835, se crea la provincia de Chiclayo, de la cual la ciudad recién nombrada pasaría a ser su capital.

El progreso de Chiclayo empieza principalmente desde la época republicana y se le nombra «Ciudad Heroica», en reconocimiento al apoyo que dio el pueblo chiclayano a la causa de la independencia. La gente de Chiclayo colaboró activamente con el ejército libertador, dando recursos, gente y apoyo logístico.

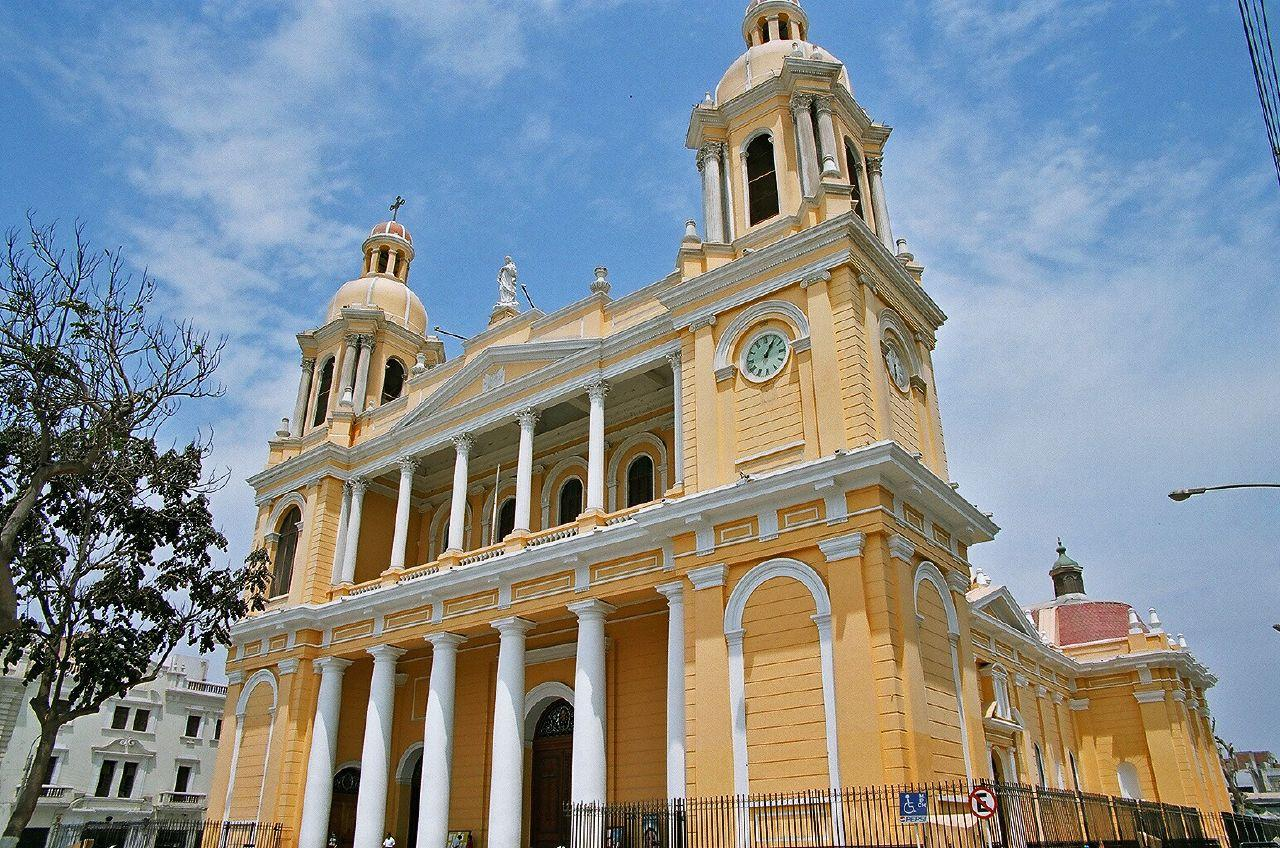
Catedral de Chiclayo.

Hoy, Chiclayo está entre las más importantes ciudades del Perú, con mucho movimiento comercial y ya con pinceladas de gran urbe moderna, sede de grandes supermercados, cadenas bancarias, almacenes, hospitales, clínicas, galerías, entre otros negocios que la han convertido en la Capital Financiera y Comercial del Norte del Perú, títulos que se suman a la Ciudad de la Amistad y Perla del Norte del Perú, con un área metropolitana que incluye a varias ciudades satélites vecinas en unos 30 000 hectáreas a la redonda. Actualmente Chiclayo se perfila entre las ciudades más importantes del país, es una ciudad comercial por excelencia y reúne los ingredientes de una ciudad moderna. La ciudad de Chiclayo es conocida como la Capital de la amistad y "Perla del Norte" del Perú, por la amabilidad de su gente.
Paralelamente, la ciudad viene afrontando desde hace 20 años aproximadamente una crisis política ya que sus últimas autoridades provinciales y regionales tanto alcaldes como gobernadores se han visto inmersas en actos de corrupción y poca ejecución del presupuesto asignado en proyectos de desarrollo urbano así como de liderar organizaciones criminales por lo que purgan condena penal tales como los reos condenados Roberto Torres y David Cornejo, o investigados como Yehude Simon,  Humberto Acuña, Anselmo Lozano y Marcos Gasco.
En mayo de 2025, la ciudad empezó a ser objeto de atención mundial por la elección de uno de sus obispos, Robert Francis Prevost, como papa de la Iglesia católica, bajo el nombre de León XIV. Ante esto, se estableció un nuevo potencial turístico en la ciudad en el ámbito religioso y cultural.

## Organización político-administrativa
Chiclayo, como capital de la provincia, se encuentra gobernada por la Municipalidad Provincial de Chiclayo que tiene competencia en todo el territorio de la provincia. No existe una autoridad restringida a la ciudad. En ese sentido, las municipalidades distritales del área metropolitana también tienen competencia en temas relativos a sus propios distritos.
La ciudad, en su calidad de capital regional, es sede del Gobierno Regional de Lambayeque. Es sede también de las diferentes Direcciones Regionales de los ministerios que conforman la Administración Pública del Perú.

### Administración municipal
El alcalde provincial de Chiclayo es el jefe de gobierno y de la administración distrital, representando legal, judicial y extrajudicialmente al distrito. El cargo es elegido democráticamente por un periodo de cuatro años. Además cada una de las localidades de la provincia tiene un alcalde, este es quien se encarga de coordinar la acción administrativa del gobierno distrital en la localidad. Actualmente se encuentra gobernada por Janet Cubas Carranza elegida para el período 2023-2026 por el partido Juntos por el Perú.

### División administrativa
La ciudad de Chiclayo (llámese núcleo urbano) se divide en tres distritos, los cuales se agrupan en barrios o urbanizaciones, aunque la ciudad en sí está parcialmente conurbada con seis distritos (anexando a Pomalca, Pimentel y Reque)
Su extensión territorial es de 252.39 km². El distrito central de la ciudad limita al norte, con los distritos de Picsi, José Leonardo Ortiz y Lambayeque; al Sur, con Monsefú, Reque y La Victoria; al Este, con Pomalca; al oeste, con Pimentel y San José.
| Ubigeo | Distrito            | Población 2017 | Estimado 2020 | Población identificada Según Reniec 2023 |
| ------ | ------------------- | -------------- | ------------- | ---------------------------------------- |
| 140101 | Chiclayo            | 270 496        | 288 360       | 346 347                                  |
| 140105 | José Leonardo Ortiz | 156 498        | 165 355       | 199 808                                  |
| 140106 | La Victoria         | 90 912         | 99 183        | 100 904                                  |
|        | Total               | 517 906        | 562 662       | 647 079                                  |

### Proyección metropolitana
La Gerencia de Urbanismo de la Municipalidad Provincial de Chiclayo se encuentra efectuando una serie de acciones enfocadas en la consecución del área metropolitana de Chiclayo, mediante la planificación y el desarrollo urbano del ámbito metropolitano de Chiclayo-Lambayeque y los distritos aledaños de San José, Pimentel, Santa Rosa, Puerto Eten, Ciudad Eten, Monsefú, Reque, Pomalca, La Victoria y Leonardo Ortiz, en donde se concentra el 60 % de la población del departamento de Lambayeque.
La ciudad de Chiclayo está integrada en la actualidad por seis distritos conurbanados o continuados: Chiclayo, José Leonardo Ortiz, La Victoria, Pomalca, Pimentel y Reque. Sin embargo, Pimentel y Reque están en proceso de formación de una integración total de manera absoluta (es decir están conurbanados parcialmente como se muestra en la integración urbana). El plan de desarrollo urbano (1992) llamado "Chiclayo 2020", se contemplaba, la expansión en primer lugar a Pimentel y San José, que son espacios abiertos con menos áreas de cultivo, y luego hacia Picsi, a Pomalca y Reque.
| Distritos metropolitanos | Área km² | Altitud m s. n. m. | Distancia a Chiclayo (km) | Población 2017 |
| ------------------------ | -------- | ------------------ | ------------------------- | -------------- |
| Chiclayo                 | 5182,68  | 30                 | 0                         | 270 496        |
| Eten                     | 125,89   | 5                  | 22                        | 91 993         |
| Lambayeque               | 190,50   | 20                 | 10                        | 71 425         |
| La Victoria              | 2646,42  | 25                 | 3                         | 100 912        |
| Leonardo Ortiz           | 5730,58  | 50                 | 4                         | 156 498        |
| Monsefú                  | 14,82    | 11                 | 18                        | 32 225         |
| Picsi                    | 56,90    | 40                 | 8                         | 77 239         |
| Pimentel                 | 486,19   | 4                  | 20                        | 44 602         |
| Pomalca                  | 287,39   | 55                 | 6                         | 25 267         |
| Puerto Eten              | 154,56   | 3                  | 25                        | 20 342         |
| Reque                    | 268,04   | 22                 | 10                        | 15 744         |
| Santa Rosa               | 778,21   | 4                  | 20                        | 12 350         |
| San José                 | 315,52   | 4                  | 20                        | 15 846         |
| Total                    | —        | —                  | —                         | 1 138 878      |

## Historia natural

### Un pez volador
A mediados del año 2013, Carlos Zárate y Antonio Peláez, expertos del Museo de Ciencias Naturales de Chiclayo, descubrieron en la región de Lambayeque, los restos fosilizados de un pez alado, que existió en la costa norte del Perú hace más de cien millones de años.
Los restos consisten en una columna vertebral de 5,9 centímetros compuesta por seis vértebras dorsales y costillas, que están unidas a una aleta.

## Geografía

### Ubicación

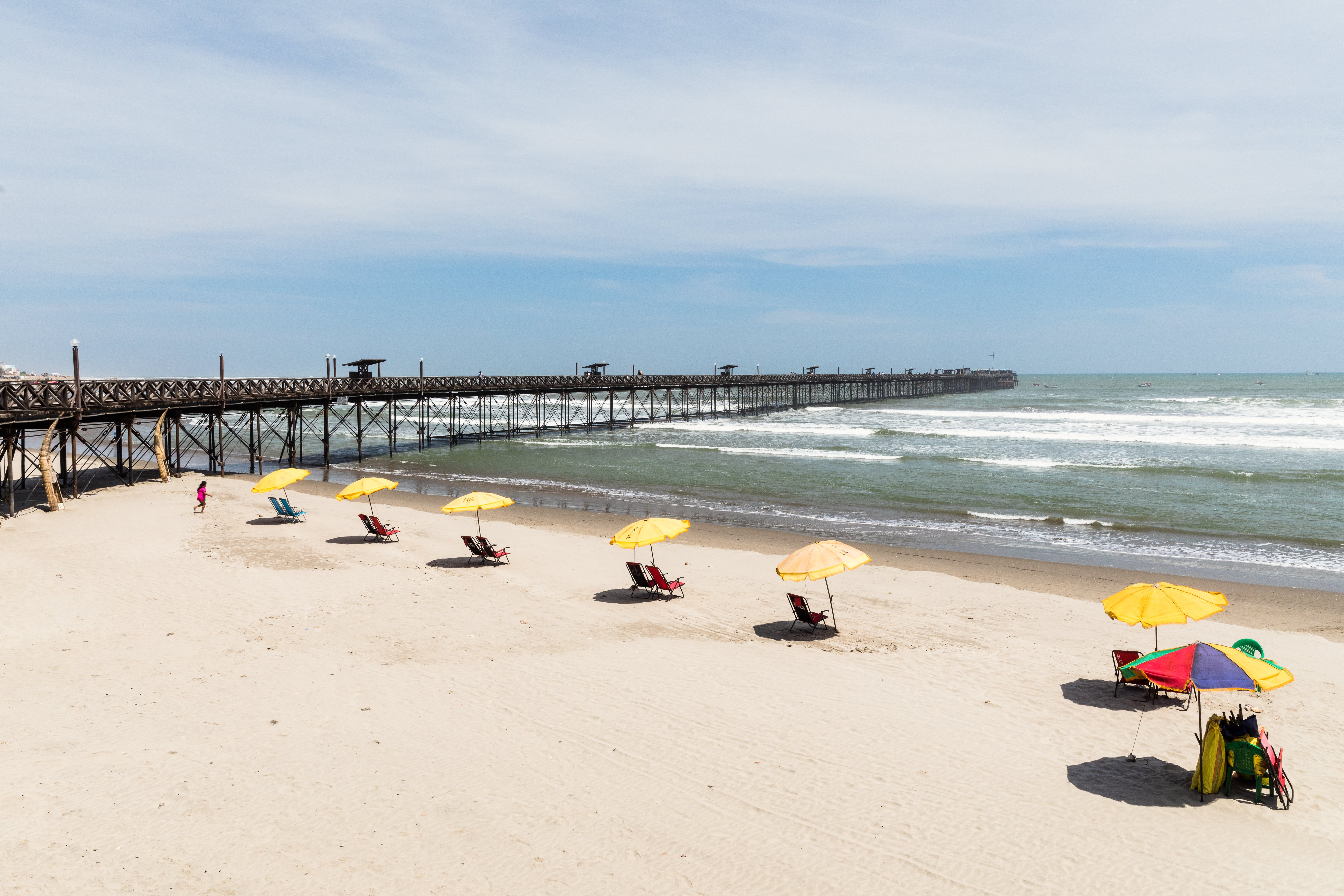
Playa Pimentel

Chiclayo se encuentra a 13 km (8,1 mi) del Océano Pacífico, a 208 km (129 mi) de la ciudad de Trujillo y a 770 km (480 mi) de Lima, la capital y ciudad más grande del Perú. Se encuentra a una altitud de 27 m (89 pies) sobre el nivel del mar. Al igual que Trujillo, Chiclayo ofrece excelentes condiciones para el surf, siendo Pimentel la playa más popular de la ciudad.

### Clima
Por estar la ciudad de Chiclayo está situada en la zona intertropical, cerca del ecuador, el clima debería ser caluroso, húmedo, a veces lluvioso, especialmente en El Niño; sin embargo su estado es subtropical, de temperatura templado-cálido, seco, sin lluvias y con mucha insolación registrando en promedio 2580 de horas soleadas al año mayormente desde octubre a junio; esto se debe a que debido a su latitud norteña escapa del fenómeno de inversión térmica típica de la costa central peruana (Trujillo, Chimbote y/o Lima), pero a la vez hace la ciudad más calurosa que las anteriores poseyendo veranos más húmedos y calientes e inviernos más templados, soleados y más secos. Esta misma latitud y debido a su relieve mayormente plano del departamento propicia el fenómeno climatológico de fuertes vientos denominados "ciclones" que se presentan la mayor parte del año y refrescan el caluroso verano, sin embargo, aunque el invierno sea menos frío que en otras ciudades costeras más al sur, debido a estos vientos fuertes baja sensación térmica se siente más de lo que debería.
En los meses veraniegos (de diciembre a mayo) la temperatura es calurosa de 27 °C a 30 °C por el día y entre 19 °C a 21 °C por la noche, llegando a picos de 31 °C a 33 °C por el día y entre 22 °C a 23 °C por la noche entre febrero y marzo, lo cual permite ser una ciudad ideal para veranear en sus balnearios de Puerto Eten y Pimentel; lo que hace diferente al resto de la costa central del Perú ya que posee un verano más largo (6 meses) y más caluroso con noches tropicales bochornosas y haciendo más agradables los días de playa al contrarrestar el calor diurno el agua fría típica del mar peruano. 
El invierno de julio a septiembre, por ende, es mucho más templado, fresco y benigno que la costa central del país, con más días soleados y temperaturas diurnas más elevadas entre 21 °C a 24 °C y noches ventosas pero menos húmedas, con casi la completa ausencia de la típica llovizna o garúa de Trujillo, Chimbote o Lima.
Periódicamente, cada 7, 10 o 15, años se presentan temperaturas elevadas durante el verano que pueden pasar los 35 °C debido al fenómeno del Niño, registrando lluvias regulares y aumento extremado del agua de los ríos. Durante el fenómeno del Niño del año 1998, en el mes de febrero, se registraron 100 mm de lluvia por día, ocasionadas por las tormentas más poderosas jamás registradas en esta ciudad.
| Parámetros climáticos promedio de Chiclayo | Parámetros climáticos promedio de Chiclayo | Parámetros climáticos promedio de Chiclayo | Parámetros climáticos promedio de Chiclayo | Parámetros climáticos promedio de Chiclayo | Parámetros climáticos promedio de Chiclayo | Parámetros climáticos promedio de Chiclayo | Parámetros climáticos promedio de Chiclayo | Parámetros climáticos promedio de Chiclayo | Parámetros climáticos promedio de Chiclayo | Parámetros climáticos promedio de Chiclayo | Parámetros climáticos promedio de Chiclayo | Parámetros climáticos promedio de Chiclayo | Parámetros climáticos promedio de Chiclayo |
| Mes | Ene.                                       | Feb.                                       | Mar.                                       | Abr.                                       | May.                                       | Jun.                                       | Jul.                                       | Ago.                                       | Sep.                                       | Oct.                                       | Nov.                                       | Dic.                                       | Anual                                      |
| --- | ------------------------------------------ | ------------------------------------------ | ------------------------------------------ | ------------------------------------------ | ------------------------------------------ | ------------------------------------------ | ------------------------------------------ | ------------------------------------------ | ------------------------------------------ | ------------------------------------------ | ------------------------------------------ | ------------------------------------------ | ------------------------------------------ |
| Temp. máx. abs. (°C) | 35                                         | 36                                         | 36                                         | 35                                         | 34                                         | 30                                         | 29                                         | 29                                         | 30                                         | 31                                         | 32                                         | 33                                         | 36                                         |
| Temp. máx. media (°C) | 29.5                                       | 31.6                                       | 31.6                                       | 29.8                                       | 27.6                                       | 25.5                                       | 23.6                                       | 23.4                                       | 23.6                                       | 24.5                                       | 25.3                                       | 27.8                                       | 26.4                                       |
| Temp. media (°C) | 25                                         | 26                                         | 26                                         | 24                                         | 22.5                                       | 21                                         | 20                                         | 19.5                                       | 19.5                                       | 20                                         | 21                                         | 23.5                                       | 22.3                                       |
| Temp. mín. media (°C) | 20.3                                       | 21.5                                       | 21.5                                       | 19.5                                       | 17.8                                       | 16.7                                       | 15.7                                       | 15.3                                       | 15.2                                       | 16.5                                       | 17.2                                       | 18.6                                       | 18                                         |
| Temp. mín. abs. (°C) | 17                                         | 17                                         | 16                                         | 14                                         | 12                                         | 12                                         | 12                                         | 12                                         | 12                                         | 13                                         | 13                                         | 15                                         | 12                                         |
| Precipitación total (mm) | 5.9                                        | 2.4                                        | 8.8                                        | 4.0                                        | 1.3                                        | 0.4                                        | 0.0                                        | 0.3                                        | 0.6                                        | 0.8                                        | 1.9                                        | 0.5                                        | 26.9                                       |
| Días de precipitaciones (≥ 1 mm) | 2                                          | 4                                          | 3                                          | 1                                          | 0                                          | 0                                          | 0                                          | 0                                          | 0                                          | 0                                          | 0                                          | 0                                          | 10                                         |
| Horas de sol | 230                                        | 220                                        | 225                                        | 230                                        | 230                                        | 185                                        | 180                                        | 190                                        | 210                                        | 220                                        | 230                                        | 230                                        | 2580                                       |
| Humedad relativa (%) | 73                                         | 71                                         | 72                                         | 74                                         | 75                                         | 77                                         | 76                                         | 76                                         | 75                                         | 74                                         | 73                                         | 74                                         | 74.2                                       |
| Fuente: shootingonlocation.com (http://www.shootingonlocation.com/filmlocations/peru/chiclayo/chiclayo-climateguide.php#), climate-data.org (http://es.climate-data.org/location/3932/), Climas y viajes Guía de climas en el mundo (https://www.climasyviajes.com/clima/per%C3%BA/chiclayo) |                                            |                                            |                                            |                                            |                                            |                                            |                                            |                                            |                                            |                                            |                                            |                                            |                                            |

## Urbanismo
Chiclayo es altamente susceptible a la inundación por acción pluvial, asimismo presenta permanentemente colapsos en la red de alcantarillado en diferentes sectores de la ciudad.

## Demografía
La ciudad según el Instituto Nacional de Estadística e Informática es la cuarta ciudad más poblada del Perú y albergaba en el año 2007 una población de 524 442 habitantes. Es notable el aumento poblacional por la alta tasa de inmigración que recibe la ciudad proveniente de los departamentos de Piura,Cajamarca, Amazonas y San Martín al ser un creciente nodo comercial de la región norte y ser la salida geográfica al Pacífico de la región Noriental del Perú.

### Evolución demográfica
La evolución de la población de Chiclayo se puede observar en el siguiente gráfico:
| Gráfica de evolución demográfica de Chiclayo entre 1940 y 2014 |
|                                                                |
| Fuentes: Población 1993, 2007, Población 2014                  |

## Comunicaciones

### Transporte aéreo
La ciudad cuenta con el Aeropuerto Internacional Capitán FAP José A. Quiñones, alberga principalmente a las líneas aéreas nacionales y sirve a algunas líneas internacionales en el abastecimiento de combustible, este terminal aéreo cuenta dos pistas de aterrizaje, la principal pista de 2520x45 m², siendo máximo tipo de aeronave permitido.
Existen cuatro aerolíneas comerciales que actualmente brindan sus servicios en la ciudad de Chiclayo, algunas de ellas realizan el servicio diario y otras interdiario, este servicio además se realiza en dos horarios, uno por la mañana y otro por la tarde. Asimismo existen vuelos hacia la ciudad de Tumbes y esporádicamente a la ciudad de Iquitos.

### Transporte terrestre

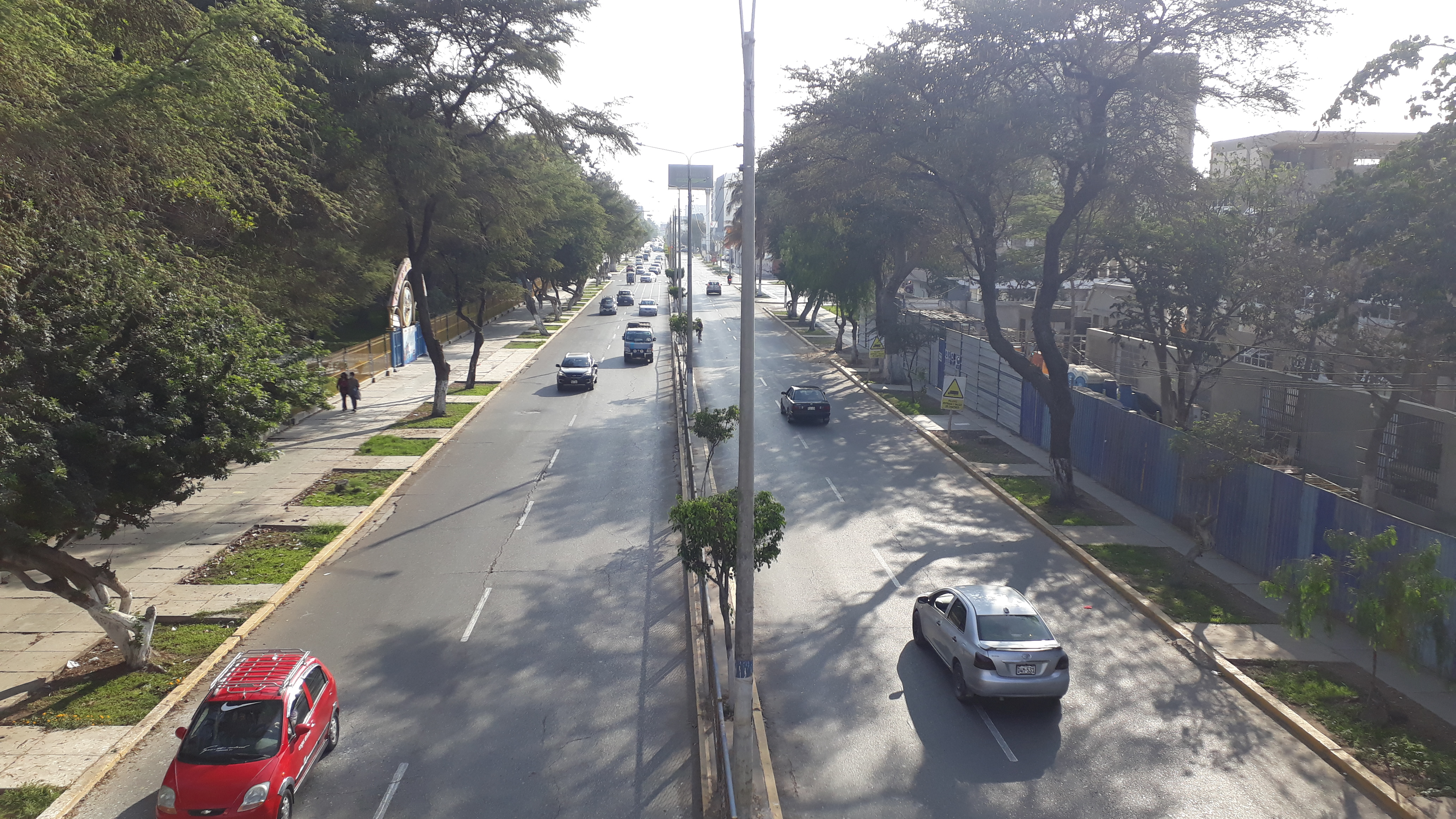
Avenida Salaverry

Chiclayo, por su ubicación sirve como punto de interconexión para diferentes ciudades del norte y nororiente del país, así tenemos que existen diferentes agencias de transporte que brindan servicios a diferentes destinos nacionales como: Lima, Trujillo, Piura, Cajamarca, Chota, Cutervo, Bagua Grande, Jaén, Chachapoyas, Iquitos,Tarapoto, y Tumbes.
Para atender adecuadamente la demanda de transporte, la ciudad cuenta con dos terminales terrestres, uno de ellos ubicado en la salida hacia el sur, que reúne a algunas empresas de transporte que tienen como destino principal la ciudad de Lima y el segundo terminal se ubica en la carretera Panamericana Norte y agrupa a las empresas que tienen como destino las ciudades del nororiente del país como Jaén, Bagua Grande o Chachapoyas.
Un buen número de empresas de transporte terrestre, cuentan con sus propios terminales, muchas de ellas incluso se ubican dentro del centro de la ciudad de Chiclayo y en zonas aledañas a esta. Por lo que se puede ver un desplazamiento frecuente de buses interprovinciales por esta zona.
Regionalmente, existen diferentes servicios de transporte público (autobuses, combis, taxis y mototaxis o trimóviles) que realizan desplazamientos dentro de la ciudad de Chiclayo pero fuera del cercado, entre los principales distritos y provincias de Lambayeque. Hay un buen número de taxis privados que incesantemente toquen sus cláxones en el centro de Chiclayo, causando una gran cantidad de contaminación acústica no deseado.

## Educación

### Educación universitaria
Las universidades que en la actualidad funcionan en la ciudad de Chiclayo son las siguientes:
- Universidad Nacional Pedro Ruiz Gallo (UNPRG)
- Universidad Católica Santo Toribio de Mogrovejo (USAT)
- Universidad Tecnológica del Perú (UTP)
- Universidad Señor de Sipán (USS)
- Universidad de San Martín de Porres (USMP)
- Universidad de Chiclayo (UDCH)
- Universidad César Vallejo (UCV)
- Universidad de Lambayeque (UDL)
- Universidad Alas Peruanas (UAP)

## Museos
Chiclayo es conocido por albergar uno de los mejores museos del Perú, siendo el más famoso el Museo Tumbas Reales de Sipán, ubicado en la ciudad de Lambayeque, parte del área metropolitana de Chiclayo. Otros museos en Chiclayo son la Huaca Rajada, similar al Museo Tumbas Reales de Sipán, y el Museo Nacional Hans Heinrich Brüning.
La siguiente es una lista de museos en la zona:
- Museo de sitio Huaca Rajada-Sipán en el sitio arqueológico de Sipán, es uno de los más recientes.[42]
- Museo Tumbas Reales de Sipán  en Lambayeque
- Museo Nacional Sicán  en Ferreñafe
- Museo Nacional Hans Heinrich Bruning  en Lambayeque
- Museo de Sitio Túcume del Valle de las Pirámides de Túcume.
- Museo de sitio Chotuna-Chornancap en el sitio arqueológico de Huaca Chotuna-Chornancap, es uno de los más recientes.

## Deportes

### Fútbol

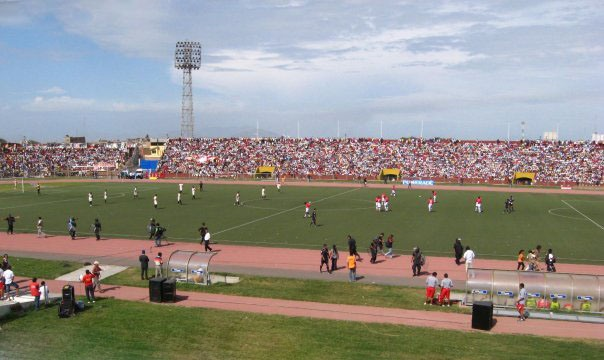
Estadio Elías Aguirre

El equipo profesional de fútbol de la ciudad es el Juan Aurich que juega en la Liga 3 y que fue campeón nacional en el 2011 y del torneo del apertura 2014. Entre los clubes históricos de la ciudad se encuentran:
| Clubes de Fútbol | Clubes de Fútbol        | Clubes de Fútbol | Clubes de Fútbol |
| Club             | Fundación               | Estadio          | Liga             |
| ---------------- | ----------------------- | ---------------- | ---------------- |
| Pirata FC        | 15 de noviembre de 2015 | Chongoyape       | Segunda División |
| Juan Aurich      | 3 de septiembre de 1922 | César Flores     | Tercera División |
| FC Carlos Stein  | 6 de marzo de 2012      | César Flores     | Tercera División |
| José Pardo       | 19 de octubre de 1919   | Eugenio Zapata   | Copa Perú        |
| Boca Juniors     | 31 de diciembre de 1926 | Elías Aguirre    | Copa Perú        |
| San Lorenzo      | 28 de marzo de 1928     | Elías Aguirre    | Copa Perú        |

### Otros deportes
Otros deportes que se practican en Chiclayo son el voleibol, básquetbol, rugby, ajedrez, box, levantamiento de pesas, atletismo, natación, paleta frontón, bádminton, etc. Todos ellos organizados y promovidos por el IPD de la región Lambayeque.

### Escenarios deportivos
El principal recinto deportivo para la práctica del deporte es el Estadio Elías Aguirre, propiedad del Instituto Peruano del Deporte (IPD), es el recinto donde los equipos chiclayanos juega sus partidos de local. Fue inaugurado en 1970 y cuenta con una capacidad para 25 000 espectadores. En el 2005, tras ser remodelado para el Mundial Sub-17 de ese año, se le implantó césped artificial.

## Patrimonio

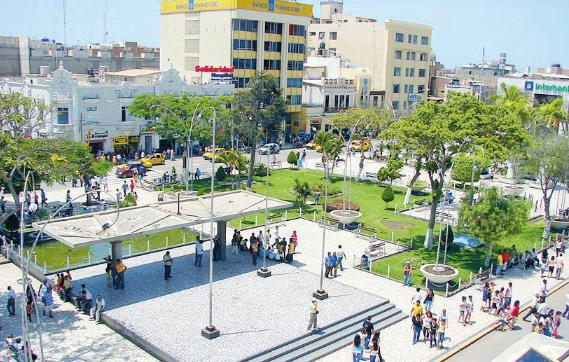
Parque principal de Chiclayo

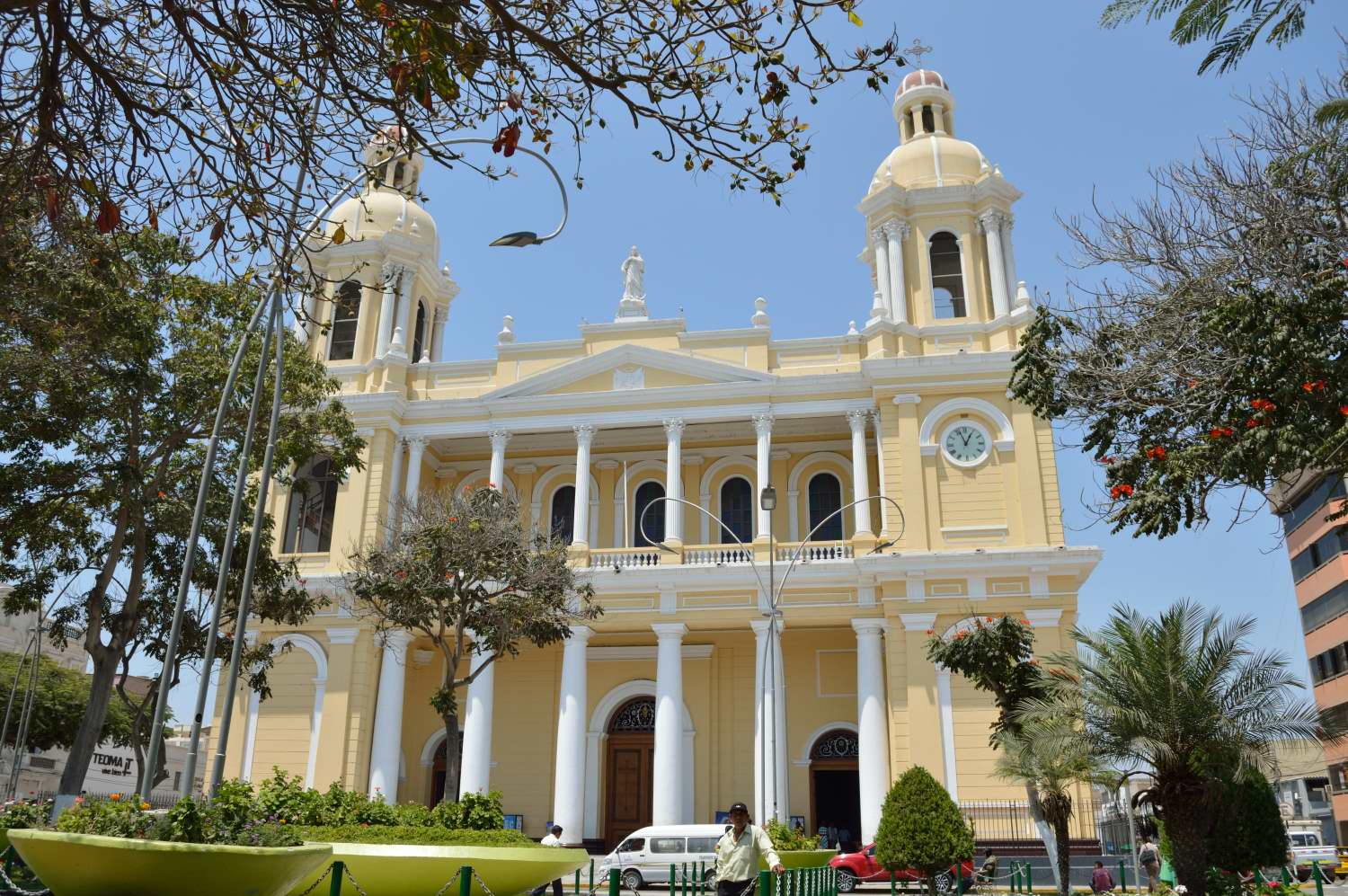
Catedral de Chiclayo

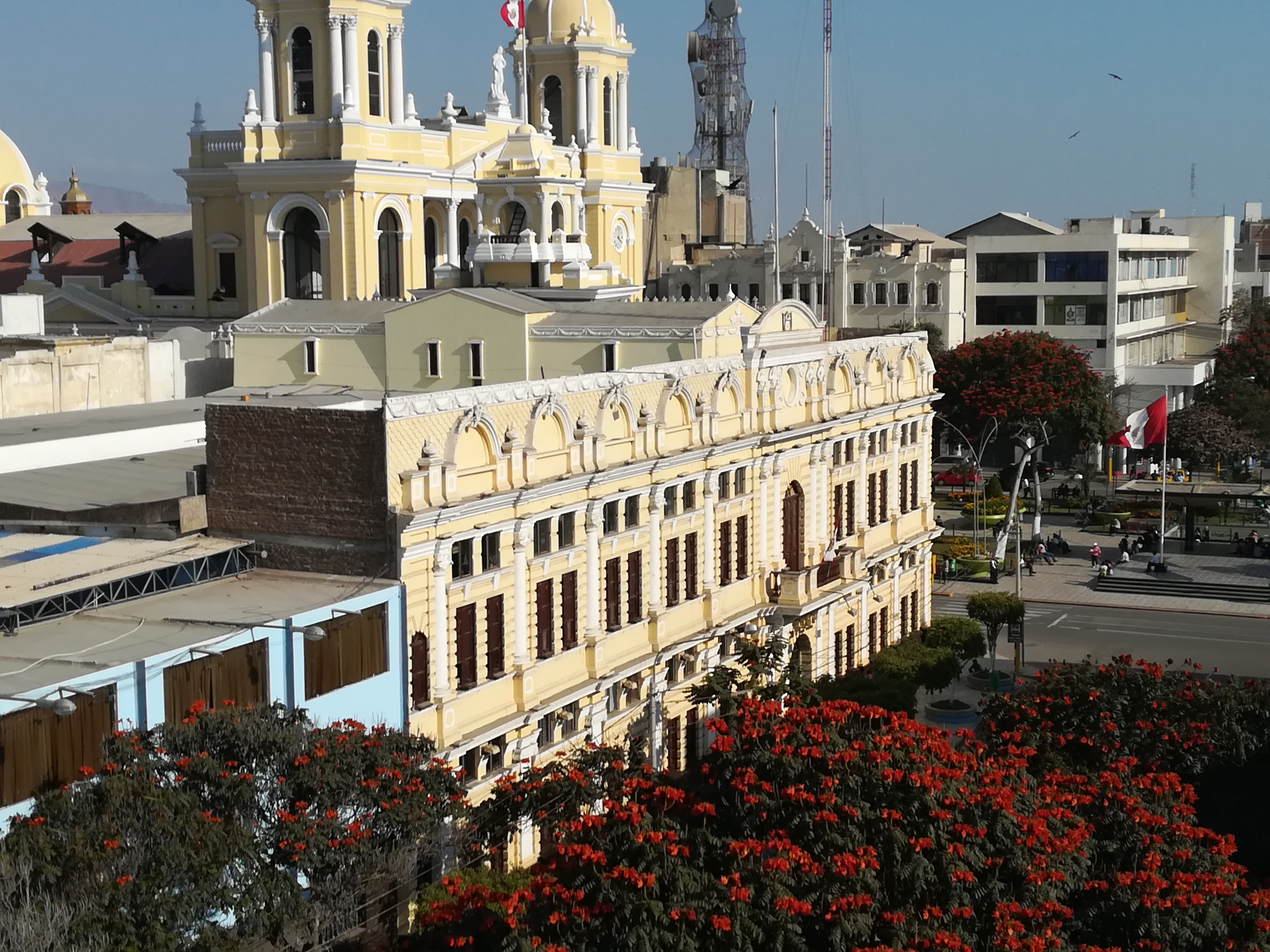
Palacio Municipal de Chiclayo

- Parque principal.- Ubicado en el pleno centro de Chiclayo, antiguamente fue construido en dos tramos, cuenta con una pileta provista de tres válvulas de agua las cuales dan origen a tres chorros de agua que forman la bandera del Perú. Alrededor de ella se encuentran centros comerciales, el RENIEC, su hermosa Catedral, el antiguo Hotel Royal, el Antiguo Cine Teatro Tropical y Colonial, así como edificios republicanos y muchos lugares donde cualquier turista o ciudadano podría disfrutar.
- Catedral.- Ubicada en el parque principal de la ciudad, su construcción es de estilo neo clásico y data de 1869 según diseño y planos de Gustavo Eiffel. La portada es de dos cuerpos, sostenido el primero por columnas toscanas que se anteponen a los tres arcos de entrada. El segundo presenta capiteles corintios, en cuyos intercolumpios se aprecian balcones o miradores. A ambos lados de la fachada destacan campanarios rematados con cupulillas. En su interior, de tres cuerpos, destaca la hermosa talla del Cristo Pobre y la casa de Antonio.
- Palacio municipal.- Se levantaba en el ala norte del parque principal, ubicado en la calle San José 823. Edificio de elegante construcción (1919), costó algo más de 30 000 libras de oro. Fue de estilo republicano con amplios ventanales y puertas de fierro forjado. Fue destruido por un incendio provocado por una deplorable gresca política entre el Teniente Alcalde José Barreto Sánchez de ese entonces y su contrario Alcalde reincorporado, Arturo Castillo Chirinos, quien pretendió recuperar el cargo amparándose en un fallo del Tribunal Constitucional a solo dos meses de culminar el periodo para el que fue elegido, en octubre de 2006. Actualmente ya está restaurado y ahora funciona como un museo.
- Capilla La Verónica.- Ubicada en la calle Torres Paz 294. Fue construida a fines del siglo XIX y declarada monumento histórico nacional. El altar mayor y el retablo adyacente presentan un revestimiento de plata y pan de oro. Fue declarada Monumento histórico nacional en 1987.
- Basílica San Antonio.- Se sitúa entre la calle Torres Paz y la Avenida Luis Gonzales. Denominada San Antonio de los Padres Descalzos de Chiclayo, de arquitectura moderna y sencilla (1949). La nave principal es bastante amplia, presenta arcos de medio punto y, en su altar mayor, destaca el Cristo crucificado articulado, escultura en madera policromada.
- Plazuela Elías Aguirre.- Ubicada entre las calles Elías Aguirre y San José. Esta fue la primera plaza que divisaba el viajero cuando bajaba del tren en la estación de ferrocarril de Eten. Obra del escultor peruano David Lozano, su construcción data de 1924, y fue erigida en honor al comandante Elías Aguirre, héroe chiclayano en el Combate de Angamos (1879).
- Biblioteca Municipal José Eufemio Lora y Lora.- Cuenta con una de las mejores infraestructuras de su tipo en el Perú. Su colección es exiguamente pobre y obsoleta. Carece de servicios como Internet y material multimedia. No tiene sucursales (se requieren cuatro o cinco solo en el distrito capital) y merece le den prioridad como plan de inversión. La colección debe ser de entre 50,000 a 90,000 títulos, organizada y renovada permanentemente. Actualmente viene siendo ocupada por la municipalidad para fines administrativos.
- Parque Infantil.- Es el parque más grande y uno de los más antiguos de la ciudad, con numerosas áreas recreativas. También cuenta con un gran escenario para espectáculos al aire libre, así como una colección de especies de plantas de todo el mundo distribuidas a lo largo de las calles del parque, con un invernadero al final, todo en un área de 1.8 hectáreas (4.4 acres). También alberga a uno de los muchos grupos de Boy Scouts de la ciudad.

## Cultura

### Fiestas
- 1 de enero, Año Nuevo.
- 18 de abril, Aniversario de la Creación de la provincia de Chiclayo.
- 4 de mayo, Aniversario del colegio nuestra Señora del Rosario.
- 30 de agosto, Aniversario del Emblemático Colegio Nacional Karl Weiss.
- 24 de septiembre, Aniversario del Glorioso Colegio Nacional de San José.
- 17 de noviembre, Aniversario de la Institución Educativa Pública Militar - Colegio Militar " ELIAS AGUIRRE ".
- 17 de noviembre, Aniversario del Colegio "Manuel Pardo" Patrimonio Cultural de Chiclayo- Ilustre del saber.
- 8 de diciembre, Fiesta Patronal de la Inmaculada Concepción.

### Gastronomía

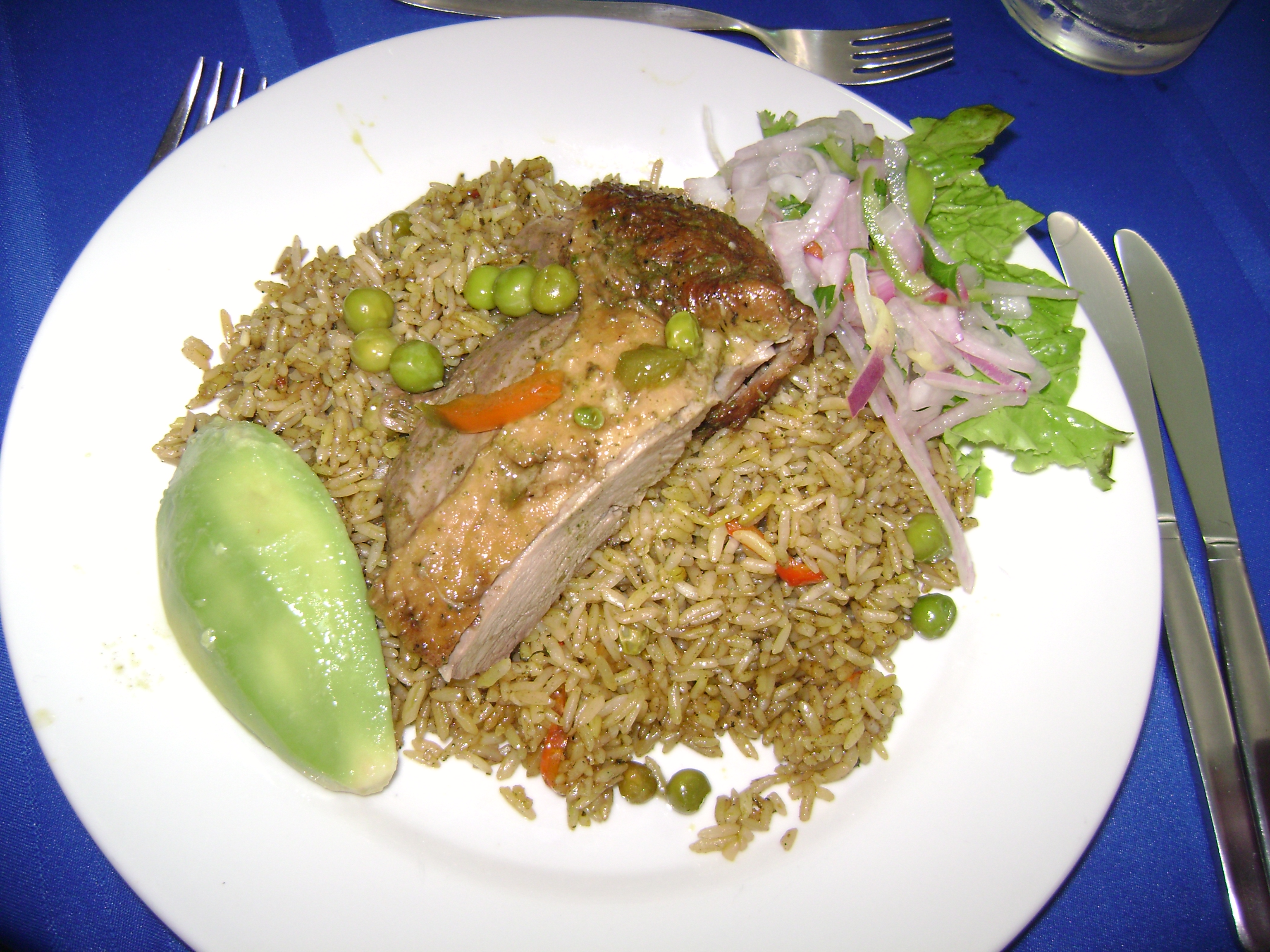
Arroz con pato a la chiclayana

Entre los platos destacados están: ceviche, arroz con pato, cabrito a la chiclayana con loche (un zapallo precolombino natural de la zona), espesado de choclo molido con carne de pecho de res y arroz amarillo, carne seca, manías, batea en zarza, causa a la ferreñafana, tortilla de raya, langoraya (una variable de la tortilla de raya hecha con langostinos), pancas de lifes ahumadas, pellejito de cerdo en zarza, cebiche de caballa salada, ceviche de chinguirito, ceviche de conchitas saladas, sudado de conchitas, rellena (especie de morcilla pero de mayor tamaño y suavidad, condimentado con hierbas y especias), chirimpico, patita de cerdo en zarza, migado, chicharrón de pescado y filetes, parihuela chiclayana.
- El loche, este fruto es originario de esta zona de la costa norte peruana. Este vegetal se cultiva en los valles de Mórrope, Túcume, Íllimo, Ferreñafe, Pítipo, Pimentel y Monsefú, incluso, las civilizaciones que poblaron esas tierras tres mil años atrás registraron la presencia y el uso del zapallo loche en sus ceramios, afirma Carlos Wester, director del museo Brüning.

"En ceramios de civilizaciones previas a la Mochica, el loche ya aparece no solo como un fruto, sino como parte de la dieta alimenticia".
Carlos Wester

## Proyecto Chiclayo Limpio
La generación de residuos sólidos (RRSS) municipales en el Perú, en paralelo al crecimiento económico ha aumentado en los últimos años. A pesar de las estructuras institucionales existentes y el marco normativo, solo el 4 % de los municipios disponen sus residuos sólidos en lugares autorizados (relleno sanitario).
En el caso de la ciudad de Chiclayo estos están siendo arrojados y quemados en botaderos a cielo abierto, ríos u otros lugares críticos; teniendo impactos negativos en la salud, medio ambiente y calidad de vida de la población en general. Así nace Chiclayo Limpio, un proyecto de carácter piloto, orientado a mejorar y ampliar el manejo integral de los residuos sólidos en la localidad, apoyada por la Cooperación Suiza - SECO, siendo la contraparte principal el Ministerio del Ambiente (MINAM) y el ejecutor la Municipalidad Provincial de Chiclayo (MPCH).

## Ciudades hermanas
- Trujillo, Perú
- Jaén, Perú
- Lambayeque, Perú
- Ferreñafe, Perú
- Juanjuí, Perú
- Cuenca, Ecuador
- Loja, Ecuador, (desde 2003).[45]
- Provincia de Azuay, Ecuador, (desde 2004).[45]
- Municipio Boconó, Venezuela
- Banfield, Argentina
- Punta del Este, Uruguay
- Tangamandapio, México
- Florianópolis, Brasil
- Austin, Estados Unidos
- Lima, Perú
- Cádiz, España
- Ipswich, Inglaterra
- Seongnam, Corea del Sur
- Sapporo, Japón

## Personas más notables
- Juan M. Iturregui Aguilarte, prócer de la Independencia.
- José Leonardo Ortiz Salcedo, militar y prócer de la Independencia.
- Elías Aguirre Romero, marino y héroe nacional.
- Diego Ferré Sosa, marino y héroe nacional.
- Juan Fanning García, marino y héroe nacional.
- Augusto B. Leguía, presidente del Perú.
- Federico Kauffman Doig, antropólogo, arqueólogo e historiador.
- Eloy Ureta Montehermoso, militar.
- José Quiñones Gonzales, aviador y héroe nacional.
- Eduardo Orrego Villacorta, político.
- Luis Castañeda, político.
- León XIV, papa de la Iglesia católica.